# 上野丘陵

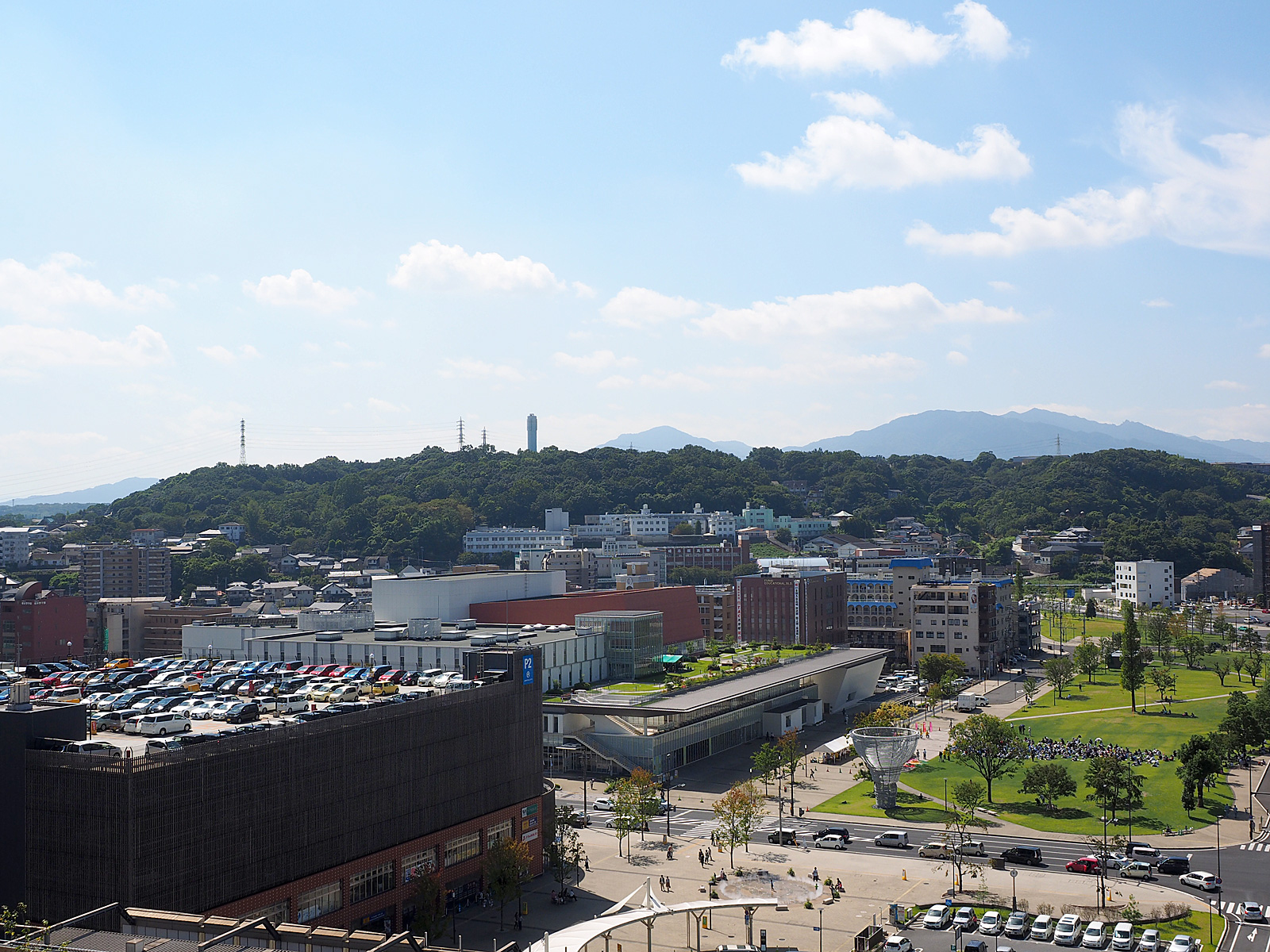
上野丘陵

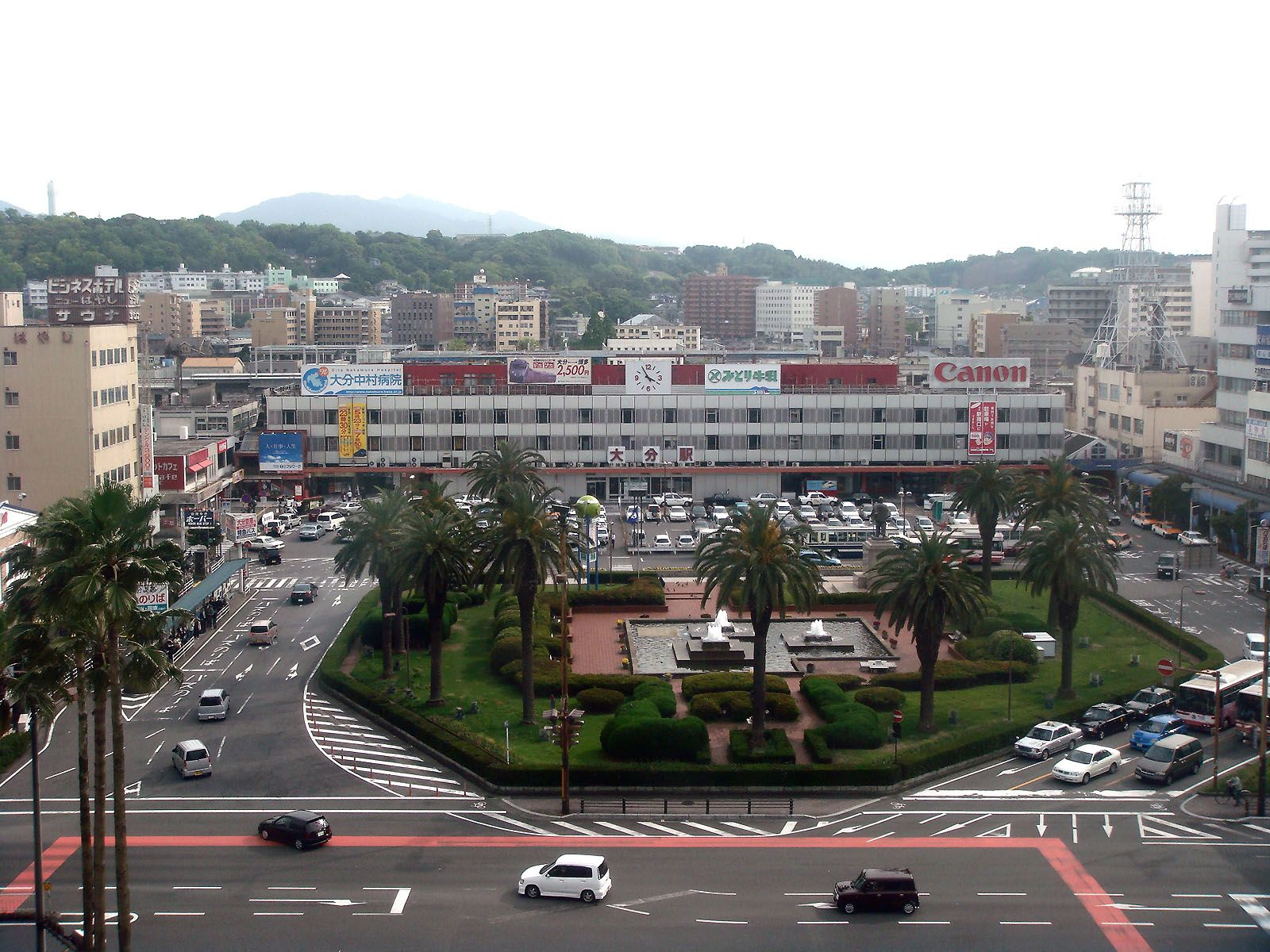
大分駅（高架化前）越しに見た上野丘陵

上野丘陵（うえのきゅうりょう）は、大分県大分市の市街地南部に広がる丘陵。上野丘、上野ヶ丘（うえのがおか）、上野の森（うえののもり）とも呼ばれる。上野ヶ丘風致地区として風致地区（第四種）に指定されている。

## 概要
大分市中心部は、かつて地上駅であったJR九州大分駅及び日豊本線、久大本線、豊肥本線の線路で分断されていたため、市街地は駅の北側を中心に発達しており、駅の南側に位置する上野丘陵は、都心に近いにもかかわらず商業施設などは少なく、自然が残る住宅地となっている。この地域は、交通の利便性と静かな環境とを兼ね備えているため、多くの学校が立地しており、美術館や公園とあいまって、大分市を代表する文教地区でもある。
歴史的に見ると、上野丘陵には、中世、大友氏の居館（上原館）が置かれた（大友氏遺跡とは別の館である）。現在も残る円寿寺、金剛宝戒寺といった寺院は、大友氏の治世にこの地に移転してきたものである。
大分駅周辺では、1996年（平成8年）に高架化工事が始まるとともに、それに伴う再開発が進められた。2008年（平成20年）9月23日には上野丘陵の大分駅側の麓に沿って大分中央幹線道路が全線開通。2012年（平成24年）3月17日には大分駅の完全高架化が完了するとともに、新たに上野の森口と名付けられた大分駅南口と上野丘陵を結ぶ都市計画道路大分駅上野丘線（シンボルロード、大分いこいの道）が暫定開通した。今後も、上野丘陵には大分駅南口と南大分を結ぶ都市計画道路の上野丘南大分線が計画されるなど、大分駅南口から上野丘陵にかけての地域は大きく変容することが見込まれる。

## 区域内の主要施設

### 公園
- 上野丘公園（上野丘子どものもり公園）
  - 大分市美術館（上野丘公園内）
- 上野墓地公園

### 学校
- 大分県立芸術文化短期大学
- 楊志館高等学校
- 大分県立大分上野丘高等学校
- 大分県立芸術緑丘高等学校
- 大分市立上野ヶ丘中学校

### 寺院
- 円寿寺
- 金剛宝戒寺